# Пинта (брод)
Пинта је био један од три брода Кристифора Колумба којима је допловио до Новог света - Америке 1492. године. Пинта је био најбржи од три брода. Тип брода је каравела, који је био тада врло популаран код морепловаца.
Са овог брода је Родриго де Тријана (шп. Rodrigo de Triana) први угледао копно Америке 12. октобра 1492. године, вероватно острво Гванахани на Бахамским острвима.
Пинта је била мања од другог брода, Санта Марије. Имала је око 60-70 тона, дугачка 17 метара и широка 5,36 метара. Посада је чинила 26 људи. Капетан брода је био Мартин Алонзо Пинзон (шп. Martín Alonso Pinzón).
Друга два брода Колумбове експедиције у Нови свет су Санта Марија (шп. Santa Maria) и Ниња (шп. Niña).
Због прославе 500-годишњице открића Америке, су 1992. године направљене реплике тих бродова, које се налазе у поморском музеју (Muelle de la Carabelas), у граду Палос де ла Фронтера у Андалузији.